# Tongling Nonferrous Metals
Tongling Nonferrous Metals Group Company Limited, сокращённо TNMG (Группа «Цветные металлы Тунлина») — китайская публичная горнодобывающая и металлургическая компания, специализирующаяся на добыче и переработке меди. Штаб-квартира расположена в Тунлине (провинция Аньхой), входит в число крупнейших компаний страны. 

## История
Tongling Nonferrous Metals Group Holding была основана в декабре 1949 года в Тунлине, в июне 1952 года компания запустила медеплавильное производство. В 1992 году государственная Tongling Nonferrous Metals Group Holdings основала дочернюю Tongling Nonferrous Metals Group Company Limited, которая в 1996 году вышла на Шэньчжэньскую фондовую биржу. 
В 2012 году оборот Tongling Nonferrous Metals составил 106,5 млрд юаней, она стала первой из компаний провинции Аньхой, которые преодолели отметку в 100 млрд юаней. В 2019 году Tongling Nonferrous Metals впервые вошла в список Fortune Global 500, заняв в нём 461-е место. В 2023 году Tongling Nonferrous Metals заняла 1862-е место в рейтинге Forbes Global 2000.

## Деятельность
Tongling Nonferrous Metals добывает медную руду; выплавляет катодную и анодно-фосфорную медь, электролитический свинец и цинк, золотые и серебряные слитки; производит медную проволоку, кабель, фольгу, пластины и листы; латунные стержни, слитки висмута, металлические порошки для полиграфической, лакокрасочной, ювелирной, машиностроительной, электронной и фармацевтической отрасли; промышленное оборудование (керамические фильтры, пылеулавливатели, ультразвуковое оборудование для очистки, металлургические печи); химическую продукцию (диметилкарбонат, сульфат меди, сульфат никеля, карбонат цинка, селенит натрия и нитрат серебра).
По итогам 2022 года основные продажи Tongling Nonferrous Metals пришлись на медь (86,2 %), золото (11,1 %) и химическую продукцию (2,2 %). Все продажи пришлись на Китай. 

### Дочерние компании
- Tongling Jinwei Copper
- Tongling Nonferrous Metals Machinery
- Tongling Jintai Chemical Industrial
- Tongguan Guoxuan Copper Foils and Products
- Tongguan Electrician
- Tongguan Brass
- Tongguan New Technology
- Tongguan Machinery
- Tongguan Metallurgy Equipment Manufacturing
- Zhongke Tongdu Powder New Material
- Jinlong Copper
- Shanghai Jinyuan Futures

## Акционеры
Основными акционерами Tongling Nonferrous Metals являются Anhui SASAC (36,5 %), China Southern Asset Management (0,87 %) и Huashang Fund Management (0,83 %).